# Plano (Iowa)
Plano es una ciudad ubicada en el condado de Appanoose en el estado estadounidense de Iowa. En el Censo de 2010 tenía una población de 70 habitantes y una densidad poblacional de 47,92 personas por km².

## Geografía
Plano se encuentra ubicada en las coordenadas 40°45′20″N 93°2′49″O / 40.75556, -93.04694. Según la Oficina del Censo de los Estados Unidos, Plano tiene una superficie total de 1.46 km², de la cual 1.46 km² corresponden a tierra firme y (0%) 0 km² es agua.

## Demografía
Según el censo de 2010, había 70 personas residiendo en Plano. La densidad de población era de 47,92 hab./km². De los 70 habitantes, Plano estaba compuesto por el 90% blancos, el 8.57% eran afroamericanos, el 0% eran amerindios, el 0% eran asiáticos, el 0% eran isleños del Pacífico, el 0% eran de otras razas y el 1.43% pertenecían a dos o más razas. Del total de la población el 8.57% eran hispanos o latinos de cualquier raza.